# Gabriel de Grupello
Gabriel de Grupello (1644 i Grammont - 1730) var en belgisk billedhugger. 
Grupello studerede i Antwerpen (vist under Quellinus), derefter i Paris og blev 1674 medlem af Bryssels gilde. Efter en tid at være sysselsat for kurfyrst Johann Wilhelm i Tyskland (udnævnt til hofbilledhugger og adlet; i Düsseldorf rytterstatue af kurfyrsten) vendte han hjem igen og blev den østrigske kejsers første billedhugger. Grupellos værker, för eksempel gruppen Neptun og Thetis (Bryssel), Diana og Narcis, viser ham som en elegant og fantasifuld kunstner.